# 數位發展部資通安全署
數位發展部資通安全署（簡稱資通安全署）是中華民國數位發展部的所屬機關，主管资讯及通讯技术安全防護工作，2022年8月27日由行政院資通安全處改制升格。

## 歷史
2011年3月，行政院成立「行政院資通安全辦公室」（資安辦，行政院任務編組），行政院國家資通安全會報技術服務中心（今國家資通安全研究院）督導機關改為資安辦。2014年5月22日，行政院指定科技部（今國家科學及技術委員會）為資通安全主管機關，科技部開始推動技服中心行政法人化，惟設立後又遭廢止。
2016年8月1日，資安辦升為「行政院資通安全處」（資安處，行政院編制單位），由行政院層級統整政府資安治理機制，專門負責推動國家資通安全工作與行政院國家資通安全會報。
2022年8月，數位發展部成立，行政院資通安全處改制升格為「數位發展部資通安全署」。

## 組織架構
- 署長
  - 副署長2人
    - 主任秘書

組織
- 法規及國合組
- 稽核檢查組
- 輔導培訓組
- 通報應變組
- 綜合規劃組
- 主計室
- 政風室
- 人事室
- 秘書室

## 歷任首長
資安辦主任
資安處處長
資安署署長
1. 謝翠娟：2022.8.27-2025.2.3[5]
2. 蔡福隆：2025.2.3-現任

## 外部連結
- 數位發展部資通安全署 （页面存档备份，存于）